# Macrosiphum edrossi
Macrosiphum edrossi är en insektsart som beskrevs av Essig 1953. Macrosiphum edrossi ingår i släktet Macrosiphum och familjen långrörsbladlöss. Inga underarter finns listade i Catalogue of Life.